# باتری حرارتی

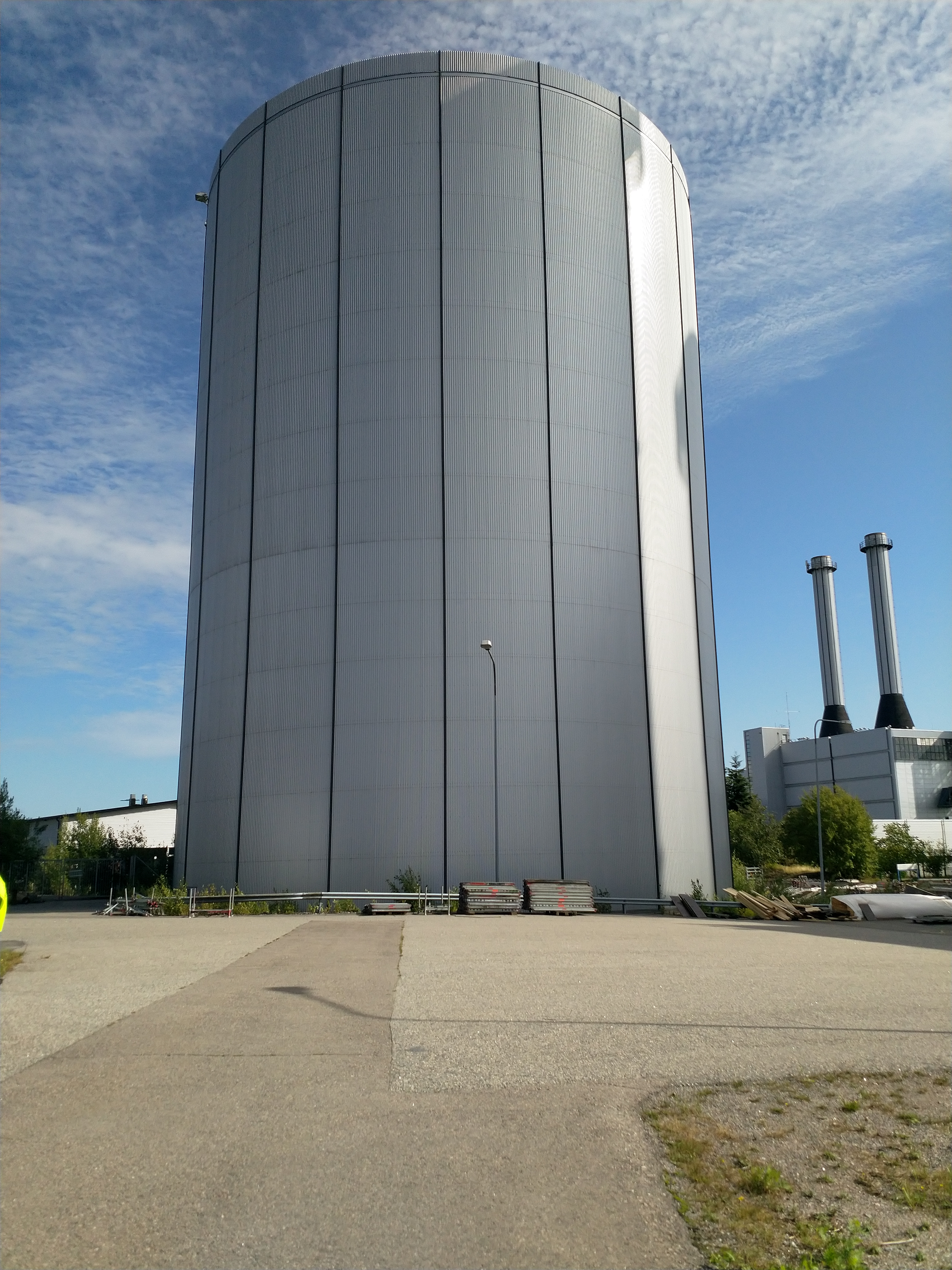
باتری حرارتی صنعتی در محله ووساری در هلسینکی، فنلاند

باتری حرارتی نوعی باتری است که برای ذخیره و آزادسازی انرژی حرارتی استفاده می‌شود — همچنین ذخیره انرژی حرارتی را ببینید. مبانی پایه‌ای این باتری در سطح اتمی، با دادن یا گرفتن انرژی به جرم جامد یا حجم مایع رخ می‌دهد، که باعث تغییر دمای ماده می‌شود. برخی از باتری‌های حرارتی از طریق انتقال فاز، انتقال حرارتی دارند که باعث ذخیره و آزادسازی مقدار بیشتری انرژی به دلیل دلتای آنتالپی ذوب یا دلتای آنتالپی تبخیر می‌شوند.
ساختار فیزیکی باتری حرارتی فرصتی ایجاد می‌کند تا انرژی موجود در یک زمان به‌طور موقت ذخیره شود و سپس در زمان دیگری آزاد شود.

## تاریخچه باتری‌های حرارتی
باتری‌های حرارتی بسیار متداولند و شامل موارد آشنایی مانند کیسه آب گرم هستند. نمونه‌های اولیه باتری‌های حرارتی شامل اجاق‌های سنگی و گلی، سنگ در آتش و کوره‌ها هستند. با اینکه اجاق‌ها و کوره‌ها نوعی تنور هستند، آنها در واقع سیستم ذخیره‌سازی حرارتی نیز هستند که عملکردشان به حفظ گرما برای مدت زمانی طولانی‌تر کمک می‌کند.

## انواع باتری حرارتی
باتری حرارتی به‌طور کلی به ۴ دسته با شکل‌ها و کاربردهای گوناگون تقسیم می‌شود. آنها همچنین در شیوه ذخیره گرما و چگالی ذخیره گرما نیز متفاوتند.

### باتری حرارتی تغییر فاز
مواد تغییرفازی که برای ذخیره گرما استفاده می‌شوند، قابلیت ذخیره و آزادسازی مقدار قابل توجهی گرما را در دمای تغییرفاز دارند. این مواد بسته به دمای تغییرفازشان برای کابردهای مختلفی استفاده می‌شوند. برای مثال آب یک ماده تغییرفاز است که در دمای صفر درجه بین فاز مایع و جامد تغییرفاز می‌دهد و گرمای نهان آن ۳۳۴ ژول بر گرم است.

### باتری حرارتی محفظه‌دار
باتری حرارتی محفظه‌دار از نظر فیزیکی شبیه باتری حرارتی تغییرفاز است از این نظر که یک مقدار مشخص از ماده فیزیکی است که برای ذخیره یا استخراج انرژی، گرم یا سرد می‌شود. با این حال، در این نوع باتری، دمای ماده بدون تغییرفاز تغییر می‌کند. از آنجایی که نیازی به تغییر فاز نیست، مواد بیشتری برای استفاده در باتری حرارتی محفظه‌دار در دسترس هستند.

### باتری حرارتی GHEX - بدون محفظه
مبدل حرارتی زمینی (GHEX) ناحیه ای از زمین است که به عنوان باتری حرارتی در چرخه فصلی/سالانه استفاده می‌شود. این باتری‌های حرارتی مناطقی از زمین هستند که لوله‌هایی در آنها فرورفته است. آنها «بدون محفظه» هستند به این معنا که این منطقه از مناطق اطراف خود با عایق جدا نشده‌است. وقتی سیال با دمای پایینتر از زمین از لوله‌ها عبور می‌کند، گرما جذب سیال شده و با دمای بالاتر به سطح زمین برمی‌گردد. برعکس آن (عبور سیال با دمای بالاتر به منظور کاهش دما) نیز امکان‌پذیر است.